# Stéphane Dasse
Stéphane Agbre Dasse est un footballeur burkinabé né le 5 juillet 1989 à Bingerville en Côte d'Ivoire.
Il évolue au poste de défenseur.

## Carrière
- 2008-2009 : FC Porto  Portugal
- → 2008-2009 : SC Olhanense  Portugal
- 2009-2010 : SC Olhanense  Portugal
- → 2010-2011 : FC Penafiel  Portugal
- → 2011-2012 : Atlético Portugal  Portugal
- 2013 : Clube de Futebol União[1]

## Sélections
- 2 sélections avec l'équipe du Burkina Faso depuis 2009